# 1924年の航空
< 1924年
1923年の航空 - 1924年の航空 - 1925年の航空

## 航空に関する出来事

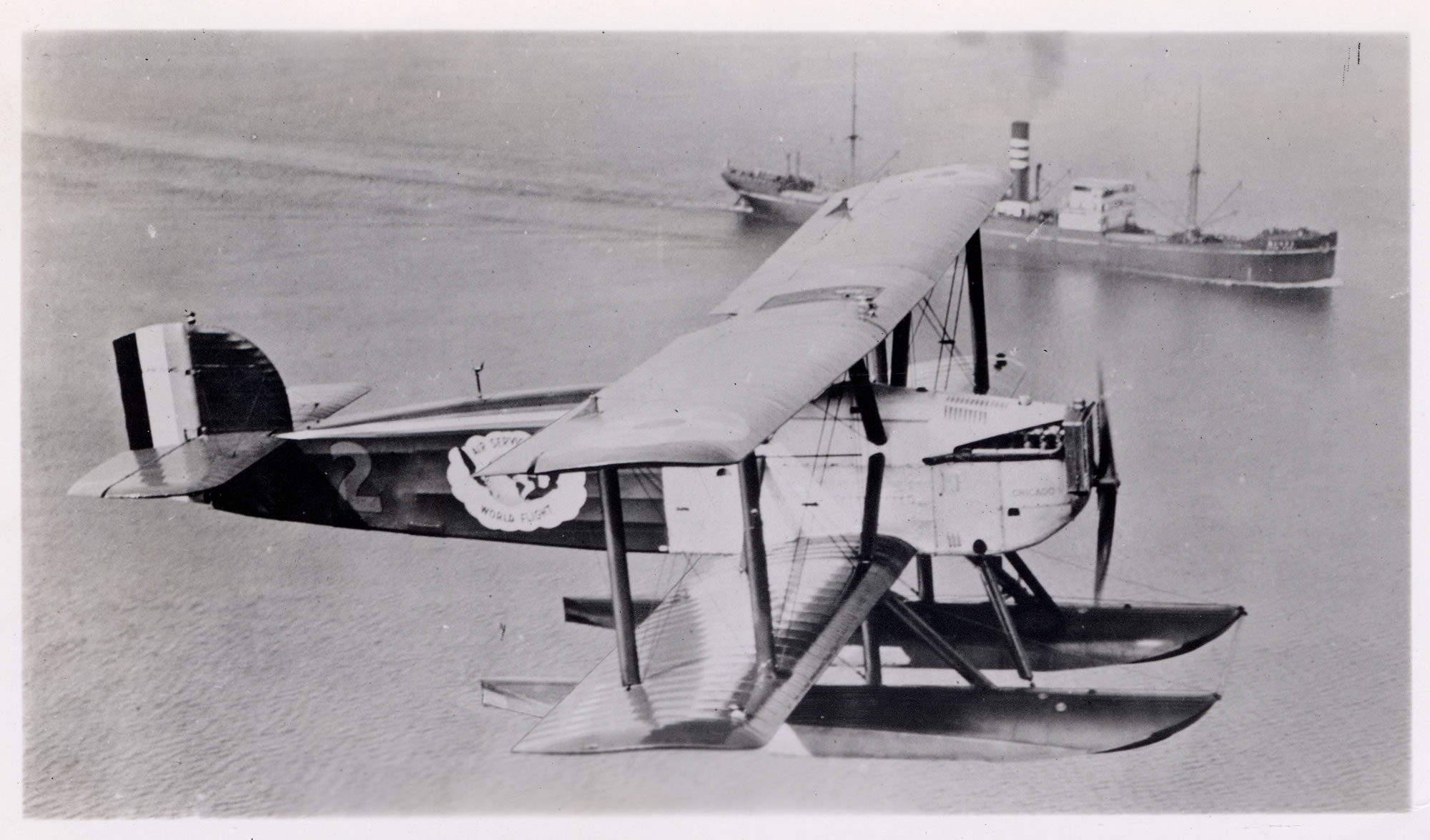
ダグラス DWC「シカゴ」号

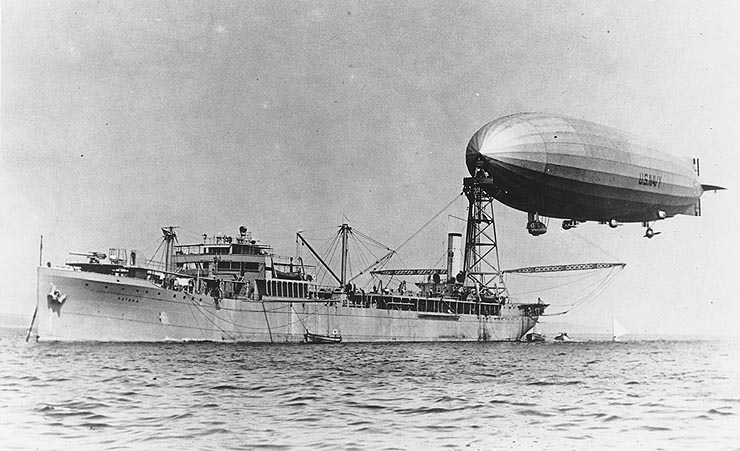
パトカとシェナンドー

- 1924年 - コンスタンチン・ツィオルコフスキー、フリードリッヒ・ザンデル、ユーリイ・コンドラチュク によってソビエト連邦に惑星間旅行研究会が設立される。
- 4月1日 - イギリスの航空会社、インペリアル・エアウェイズが設立された。
- 4月1日 - イギリスの艦隊航空隊(Britain's Fleet Air Arm)が設立された。
- 4月4日〜9月28日 - 米陸軍が、ダグラス DWCで世界一周飛行を行う。2機が175日かけて世界一周飛行に成功する。
- 4月6日〜5月20日 - オーストラリア空軍のアイヴァー・マッキンタイアとスタンリー・ゴーブルがフェアリー　IIIDで44日間かけ、13,600kmのオーストラリア一周飛行を行った。
- 4月18日 - ラウル・パテラス・ペスカラが同軸二重反転ローターを備えたヘリコプターにより736mを4分11秒で飛行し世界新記録を達成した。
- 4月24日〜6月9日 - フランスのジョルジュ・ペルティエ＝ドワシーがブレゲー 19で、パリから東京までの飛行を行う。
- 5月 - フォッカーのアメリカ支社、アトランティック・エアクラフト・コーポレーション・オブ・アメリカが設立され、アメリカ国内で航空機の製作が始められた。この会社は1930年にはゼネラルモーターズ傘下のデイトン・ライト・カンパニー（Dayton Wright Company ）と合併し、ゼネラル・アビエーション・マニュファクチャリング・コーポレーション（General Aviation Manufacturing Corporation ）となり、1933年にノースアメリカンとなる。
- 7月 - 川西式春風号水上機で後藤勇吉らが9日間で日本一周飛行を行う。
- 7月9日 - ニコ5世という名の牡牛が、KLMオランダ航空でロッテルダムからパリまで運ばれた。
- 7月10日 - 日本海軍が横須賀沖の退役艦「石見」を使って、航空機による対艦攻撃の実験を行う。1000mの高度の水平爆撃で4時間後に沈没させた[1]。
- 8月8日 - アメリカ合衆国の飛行船、シェナンドーが給油艦パトカ（Patoka）に係留に成功した。
- 10月12日〜15日 - フーゴー・エッケナーの指揮でツェペリン飛行船"LZ 126"（ZR-3 "ロサンゼルス"）がアメリカ合衆国へ輸送される。
- 11月 - 石川島造船所が中心となって出資して、株式会社石川島飛行機製作所が設立された。 1936年に陸軍の意向で立川飛行機株式会社と改称され陸軍機の製造を行う。
- 12月15日 - アメリカ陸軍の軟式飛行船TC-3に係留されたヴァーヴィル・スペリー M-1が、飛行中の飛行船からの離脱と回収に成功した。

## 1924年に初飛行した機体の画像

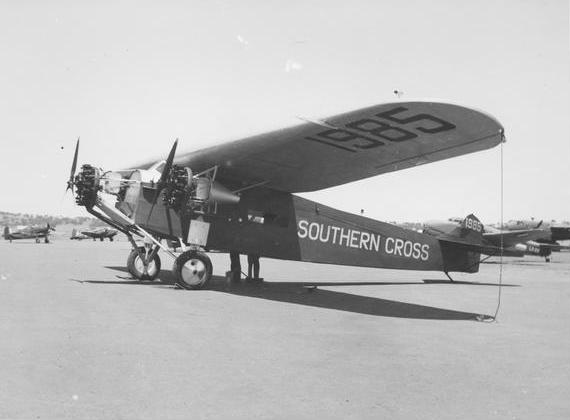
フォッカー F.VII （4月11日）
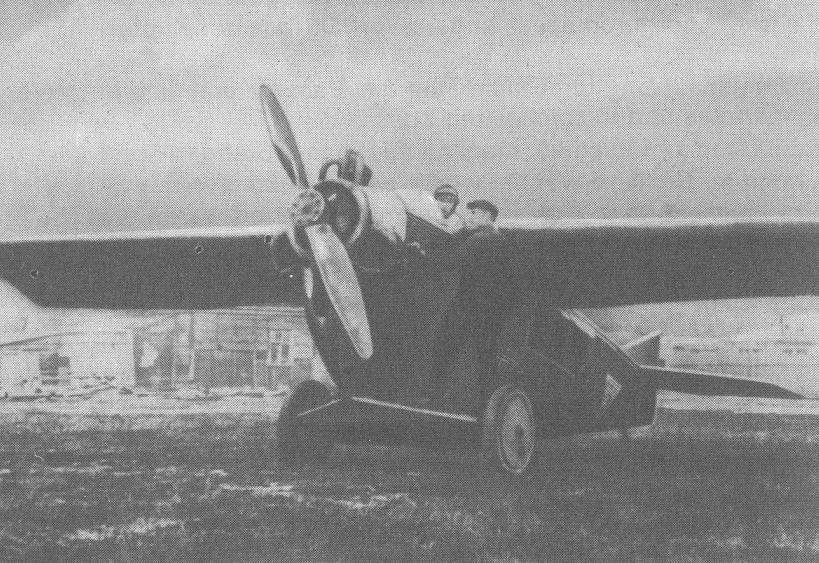
ANT-2 （5月26日）
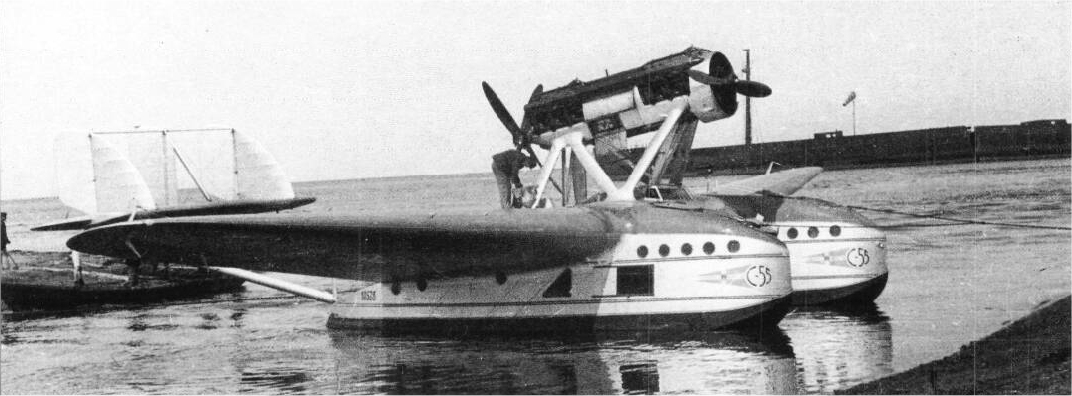
サヴォイア・マルケッティ S.55 （8月）